# جيري هاي
جيري هاي (بالإنجليزية: Jerry Hey)‏ هو عازف جاز أمريكي، ولد في 1950.

## وصلات خارجية
- الموقع الرسمي
- جيري هاي على موقع IMDb (الإنجليزية)
- جيري هاي على موقع ميوزك برينز (الإنجليزية)
- جيري هاي على موقع أول ميوزيك (الإنجليزية)
- جيري هاي على موقع ديسكوغز (الإنجليزية)
- جيري هاي على موقع قاعدة بيانات الفيلم (الإنجليزية)